# Jürgen Haßler
Jürgen Haßler (* 23. April 1960 in Seeheim-Jugenheim) ist ein deutscher Szenograph. Er entwickelt Design- und Konzeptentwürfe für TV, Architektur- und Live-Events. Die Emotionalisierung von Marken steht im Zentrum seines Schaffens.

## Leben
Nach einer Musikausbildung in Klavier und Geige studierte er von 1979 bis 1987 Kostüm- und Bühnenbild an der Akademie der Bildenden Künste München. In seiner Abschlussarbeit inszenierte Haßler das Leben von Kurt Tucholsky, Wolfgang Borchart und Gottfried Benn in Bildern und Modellen. Er wurde hierfür als Jahrgangsbester der Akademie der Bildenden Künste München mit dem Deputantenpreis ausgezeichnet.
Als Meisterschüler von Ekkehard Grübler arbeitete er während des Studiums als Film- und TV-Architekt und nahm an nationalen und internationalen Ausstellungen teil. Sein erstes eigenes Bühnenbild realisierte er – zusammen mit zwei Studienkollegen – mit 23 Jahren an der Staatsoper München.
Von 1980 bis 1984 arbeitete er als Bühnenbild- und Regieassistent mit den Regisseuren und Dirigenten Herbert von Karajan, Lorin Maazel, Oskar Fritz Schuh, Leopold Lindtberg, Andreas Reinhardt und Hans-Peter Lehmann an den Opernhäusern Bern, Brüssel, Hamburg, Hannover und Salzburg.
1979 gründete Jürgen Haßler das Atelier Haßler, den Vorläufer der Hassler Made GmbH.
Haßler war der erste Szenograph, der Moving-Lights und LED-Bildflächen als Setelemente im Deutschen Fernsehen einsetzte. 2005 entwickelte Jürgen Haßler zusammen mit Christian Mikunda die Dramaturgie, die Technik und die Bespielung der LED-Fassade des Stadion Center Wien, die zu einer der ersten 3D-Medienfassaden weltweit gehörte.
Von 1996 bis 2000 zeichnete er als Art-Direktor des TV-Senders SAT.1 für die Bereiche Bühnen- und Lichtgestaltung im TV- und Eventbereich verantwortlich und lehrte als Gastdozent Licht- und Raumgestaltung an verschiedenen Hochschulen und Akademien.

## Psychologische Architektur
Zusammen mit Christian Mikunda, Wien, kreierte Jürgen Haßler die Gestaltungsrichtung „Psychologische Architektur“. Die Technik der „Psychologischen Architektur“ erlaubt es, die Funktionen und Attraktivität von Orten so aufzuladen und emotional hochzufahren, dass sie eine hohe Anziehungskraft auf Nutzer und Konsumenten ausstrahlen.

## Projekte
Jürgen Haßler realisierte Design- und Architekturkonzepte für Sportevents, TV Galas und Markenpräsentationen, wie die Endrundenauslosung der Fußball-Weltmeisterschaft 2006, Die Goldene Kamera, Bambi, Das Goldene Lenkrad, Echo, 100 Jahre Nivea, die „VW Passat“-Präsentation im Festspielhaus Cannes, das Malldesign und LED-Ausstattung des Stadion Centers in Wien, die Medienausstattung des Hotel East in Hamburg.
Seit 2015 zeichnet Haßler und seine Firma Hassler Made GmbH als Leadagentur für die Konzeption und die Umsetzung des „Ball des Sports“ der Stiftung Deutsche Sporthilfe verantwortlich.

## Auszeichnungen
- 1987: Deputantenpreis als Jahrgangsbester an der Akademie der bildenden Künste in München (Kostüm- und Bühnenbild)
- 2006: Nominierung für den Deutschen Fernsehpreis 2006 in der Kategorie Beste Ausstattung (Bühnenbild und Studiodesign)[9]